# Microdon tristis
Microdon tristis är en tvåvingeart som beskrevs av Friedrich Hermann Loew 1864. Microdon tristis ingår i släktet myrblomflugor, och familjen blomflugor. Inga underarter finns listade i Catalogue of Life.